# Уганда (протекторат)
Британский протекторат Уганда — протекторат Британской империи с 1894 по 1962 годы. В 1893 году Имперская британская восточноафриканская компания передала свои права по управлению территорией, включавшей в основном королевство Буганда, британскому правительству.
В 1894 году был образован протекторат Уганда, его территория была расширена за пределы Буганды на земли, которые примерно соответствует территории современной Уганды.

## Колониальная эпоха (1894—1920-е годы)

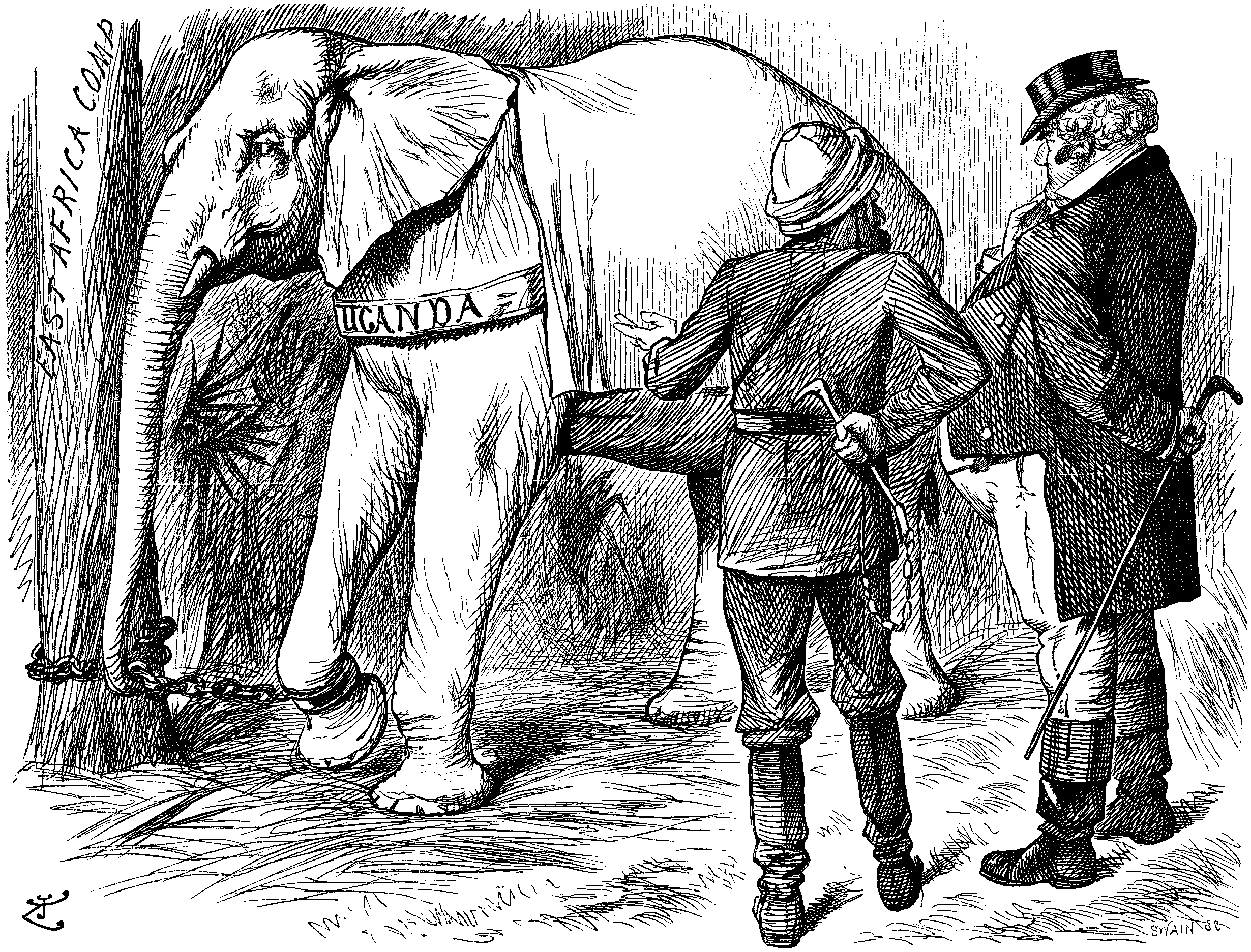
Карикатура в журнале Punch: Британская Восточно-Африканская компания пытается продать Уганду в образе белого слона британскому правительству (1892).

В 1870-х годах XIX века в Уганду активно прибывали христианские миссионеры. Они пытались обратить местное население в католичество и протестантизм. Началась борьба за контроль над Угандой между Великобританией и Германией. В 1890 году две страны подписали договор, по которому влияние в этом регионе досталось Великобритании. В 1894 году британское правительство объявило о своем протекторате над страной.
Статус протектората значительно отличался от статуса колонии, как в случае с соседней Кенией, — Уганда сохранила определенную степень самоуправления, отсутствующего в колониях. Однако методы британского управления мало отличались от колониальных, поскольку главной заботой европейцев была прибыль. Подавление мятежа 1897 года потребовало переброски в страну колониальных войск из Индии, что обернулось значительными расходами. Новый комиссар Уганды, сэр Гарри Г. Джонстон, в 1900 году издал приказ о создании новой системы финансового управления территорией, нацеленной на эффективное взимание налогов. Джонстон вошел в контакт с вождями племен Буганды, предложив им должности в колониальной администрации в обмен на сотрудничество. Однако большинство вождей были заинтересованы в сохранении самоуправления Буганды, продолжая поддерживать верховного вождя — кабаку, гарантировавшего им личное землевладение. Последовали тяжелые переговоры, в результате которых был достигнут компромисс. Вожди племен получили новые земли, в основном, болотистые и мало пригодные для земледелия. Соглашение 1900 года позволило Джонстону ввести новый налог на хижины и орудия. Согласно его положениям, вожди племен обязались выступать в качестве сборщиков налогов, что свидетельствует о некотором сближении интересов британцев и племенной знати Буганды. Британцы в последующем подписан гораздо менее выгодные для местных племен договоры с племенами Торо (1900), Нколе (1901) и Уньоро (1933) без предоставления земель вождям. Вождей племени Бусога британцы вообще проигнорировали.
Население Буганды — баганда — немедленно предложили свои услуги англичанам в качестве администраторов на землях недавно завоеванных соседей. Это предложение британцы охотно приняли. Баганда бы назначены сборщиками налогов и чиновниками разного уровня на землях племен Кигези, Мбале и, что важно, Уньоро. Это вызвало раздражение местных племен.
Находясь на административных должностях, баганда настаивали на исключительном использовании своего языка, луганда, и утверждали свою культуру. Так, они считали свои традиционные длинные хлопковые платья — канзу — наиболее цивилизованной формой одежды. Они также активно занимались миссионерской работой, пытаясь приобщить местных жителей к своей форме христианства и ислама.
Народ уньоро был в наибольшей степени возмущен новыми порядками. Это племя было изначально верным сторонником баганда и британцев, но в итоге были обложены суровыми налогами. В 1907 году недовольство уньоро вылилось в восстание под названием «nyangire» («отказ»), в результате которого агенты баганда были отозваны с их земель.
Между тем, в 1901 году было завершено строительство железной дороги от Момбасы до порта Кисуму на берегу озера Виктория. Новая дорога к океану стимулировала рост сельского хозяйства товарных культур, однако вместе с тем требовала изыскивания дополнительных средств на её обслуживание. Другим результатом строительства железной дороги было решение в 1902 году передать восточный участок протектората Уганда Кении, преобразованной в протекторат Восточная Африка, — это позволило сохранить всю железнодорожную линию под управлением одной местной колониальной администрации. Поскольку железная дорога требовала вложений, англичане решили создать масштабное европейское поселение на огромном участке земли, который стал центром выращивания сельскохозяйственных культур, известным как «Белое нагорье».
Во многих районах Уганды, напротив, сельскохозяйственное производство было сосредоточено в руках африканцев. Хлопок был основной культурой, во многом из-за давления со стороны британской администрации, заинтересованной в сырье для текститльных предприятий метрополии. Даже Миссионерское общество присоединилось к усилиям по содействию выращиванию хлопка и последующей его транспортировке.
Буганда, с её стратегическим расположением на берегу озера, от выращивания хлопка лишь выигрывала. Преимущества этой культуры были быстро признаны вождями баганда, создававших обширные плантации на присоединенных землях. В 1905 году начальная цена тюка хлопка, шедшего на экспорт, составляла £ 200, в 1906 году — £ 1 000, в 1907 году — £ 11 000, а в 1908 году — уже £ 52 000. К 1915 году стоимость экспортного хлопка поднялась до £ 369 000, и Англия смогла прекратить субсидировать колониальную администрацию в Уганде, в то время как в Кении белые поселенцы по-прежнему нуждались в поддержке метрополии.
Доходы от продажи хлопка сделали Буганду относительно благополучной страной, по сравнению с остальной частью колониальной Уганды. Многие баганда стали тратить свои доходы на импортную одежду, велосипеды и даже автомобили. Они также вкладывали средства в детское образование. Христианские миссии давали навыки грамотности, и африканские новообращенные христиане быстро научились читать и писать. К 1911 году на языке луганда стали печатать два популярных журнала — Ebifa (Новости) и Munno (Ваш друг).
Вскоре на территории Буганды было открыто несколько колледжей — Средняя школа Менго, колледж Св. Марии, колледж Гайаза и Королевский колледж Будо. Главный министр Буганды, сэр Аполо Каггва, лично вручал велосипеды лучшим выпускникам Королевского колледжа Будо, вместе с приглашением на государственную службу.

## 1920-е годы: движение к независимости

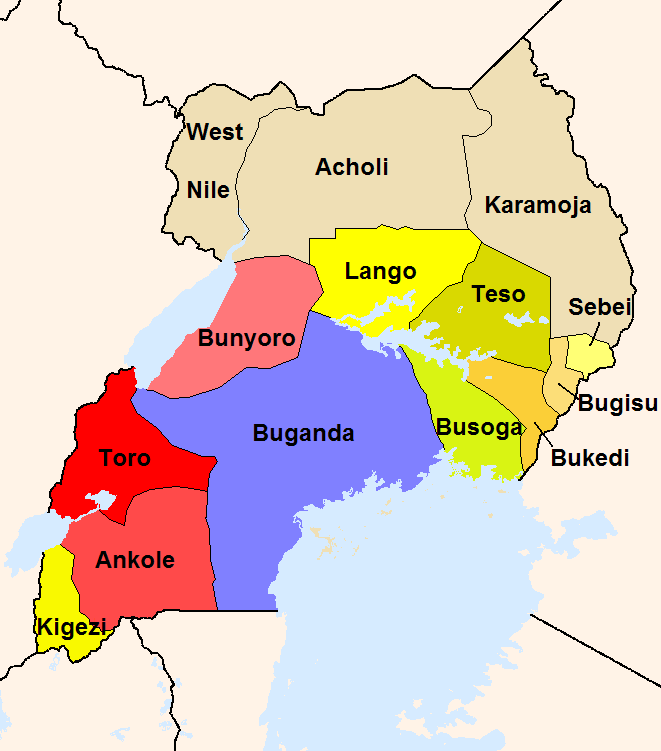
Регионы и народы Уганды. Синим цветом обозначена Буганда

После Первой мировой войны в Уганду начался приток британских ветеранов, которых метрополия активно трудоустраивала в качестве чиновников. Экс-офицеры стали ощущать, что самоуправление Уганды является препятствием для хорошего управления. В частности, они обвинили сэра Аполо и его поколение неэффективным, злоупотребляющим властью, а также неспособным грамотно тратить финансы. Сэр Аполо ушел в отставку в 1926 году, примерно в это же время большинство пожилых вождей баганда были заменены новым поколением чиновников.
В отличие от Танганьики, опустошенной во время продолжительных боев между Великобританией и Германией в ходе Первой мировой войны, Уганда процветала благодаря сельскохозяйственному производству. После сокращения населения от болезней в эпоху завоевания и на рубеже веков (особенно опустошительной была эпидемия сонной болезни в 1900—1906 гг.) население Уганды вновь стало расти. Даже депрессия 1930-х годов сказалась на экономике Уганды в меньшей степени, чем на белых производителях Кении.
Два вопроса создавали беспокойство в 1930—1940-х годах. Во-первых, колониальное правительство жестко регулировало покупку и обработку товарных культур и установление цен, оставляя за собой роль посредника в торговле, что мешало местным фермерам. Во-вторых, британцы стали активно привлекать к производству азиатов-эмигрантов, что в свою очередь увеличивало процент безработных африканцев.

## Независимость
В 1949 году недовольные баганда взбунтовались и сожгли дома проправительственных вождей. Мятежники выдвинули три требования: отменить правительственное регулирование цен на экспорт хлопка, ликвидировать монополию азиатов на очистку хлопка от семян и заменить назначенных англичанами представителей в местных органах власти на избираемых населением депутатов. Они также критиковали молодого кабаку Фредерика Мутесу II (также известного как «король Фредди» или «кабака Фредди») за невнимание к потребностям своего народа. Британский губернатор сэр Джон Холл, рассматривавший беспорядки как результат коммунистической пропаганды, отклонил требования мятежников. В подготовке беспорядков власти обвинили основанный в 1947 И. К. Мусази Африканский союз фермеров Уганды. Организация в итоге была запрещена англичанами, а Мусази в 1952 году возглавил Угандийский национальный конгресс.
Между тем, британская администрация начала подготовку к тому, чтобы покинуть Уганду. Британская колониальная империя постепенно распадалась: после окончания Второй мировой войны Великобритания оставила Индию, рост национализма наблюдался в Западной Африке, ориентация на будущее самоуправление все больше ощущалась и в Уганде. Для подготовки Уганды к независимости метрополия в 1952 году прислала в страну энергичного губернатора сэра Эндрю Коэна.
Коэн немедленно приступил к активным действиям. В сфере экономики он ликвидировал монополию азиатов на очистку хлопка от семян, отменил ценовую дискриминацию африканского кофе, поощрял кооперацию и образовал Корпорацию развития Уганды, чтобы финансировать новые экономические проекты. В политическом плане он реорганизовал Законодательный совет и включил представителей африканского населения в местные собрания. Эта система стала прототипом будущего парламента.

### Политика силы в Буганде
Перспектива проведения первых выборов вызвала внезапное образование новых политических партий. Такое развитие событий встревожило лидеров племенных союзов Уганды — они почувствовали, что центр власти смещается на общенациональный уровень. Событием, спровоцировавшим появление широкий оппозиции реформам губернатора Коэна, была речь госсекретаря по делам колоний в 1953 году в Лондоне, в которой прозвучало предложение создать федерацию из трех восточно-африканских территорий (Кения, Уганда и Танганьика), аналогичной той, что была образована в центральной Африке.
Многие жители Уганды были осведомлены о жизни в Центрально-Африканской Федерации (Родезия и Ньясаленд, позже — Зимбабве, Замбия и Малави) и о господстве там интересов белых поселенцев. Угандийцы опасались перспективы доминирования в возможной Восточно-африканской федерации интересов поселенцев Кении, в который тогда в разгаре было ожесточенное восстание мау-мау. Кроме того, губернатор Коэн открыто заявил лидерам баганда, что интересы Буганды и её особый статус должны быть принесены в жертву интересам нового национального государства.
Мутеса II, выражая интересы своих подданных, в ответ отказался сотрудничать с губернатором. Он потребовал, чтобы Буганда была отделена от остальной части протектората и передана в юрисдикцию министерства иностранных дел. Реакцией Коэна на этот конфликт была депортация кабаки в Лондон, в изгнание. Его вынужденный отъезд сделал до того не слишком популярного кабаку мучеником в глазах баганда, чьи антиколониальные настроения привели к волне протестов. Коэн не поддался требованиям протестующих вернуть кабаку в страну, однако в итоге был вынужден признать, что не в состоянии найти поддержку внутри страны для реализации своих планов. После двух лет безуспешных попыток, в 1955 году, Коэн был вынужден восстановить Мутесу II на троне. Коэн заручился согласием кабаки не противопоставить независимость Буганды интересам единого государства. Мало того, что Мутеса II был восстановлен на троне, он еще и впервые с 1889 года получил право назначать и увольнять правительственных чиновников, что уже давало ему реальную власть
Вокруг кабаки сформировался круг приверженцев — «Друзей короля». Они были консервативны, преданные Буганде и готовы вступить в единое государство, только если бы в его главе был Мутеса II. Политики баганда, не разделявшие эти взгляды, были объявлены «врагами короля» и подвергнуты политическому и общественному остракизму.
Католики баганда создали свою собственную партию — Демократическую партию Уганды (ДПУ) во главе с Бенедикто Киванука. Партия сразу оказалась в оппозиции, поскольку, согласно требованиям Великобритании, кабака должен был быть протестантом и короноваться по образцу британских монархов. При этом именно ДПУ показала наилучшую внутреннюю организацию и готовность к выборам в парламент.
Центристскую позицию занял образованный в 1960 году Народный конгресс Уганды (НКУ) во главе с Милтоном Оботе.

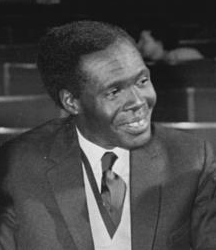
Милтон Оботе

Действия Коэна, направленные на подготовку независимости объединенной Уганды, привели к поляризации настроений между теми, кто считал Буганду основой будущего государства, и тех, кто был против её господства. Население Буганды в 1959 году составляло порядка 2 млн человек, всего в Уганде проживало около 6 млн человек. Сторонник кабаки составляли порядка 1 млн человек, но в масштабах населения страны этого было недостаточно, чтобы претендовать на особый статус Буганды в новом единой государстве.
На Лондонской конференции 1960 года стало очевидно, что автономия Буганды и сильное унитарное правительство были несовместимы. Компромисса достичь не удавалось, и решение о форме правления было отложено. Британцы объявили, что выборы будут проведены в марте 1961 года и станут предвестником независимости. Предполагалось, что избранные депутаты парламента смогут приобрести ценный опыт управления, прежде чем примут на себя всю ответственность за будущее страны.
В Буганде в «Друзья короля» призвали бойкотировать выборы в Национальное собрание, поскольку их попытки обеспечить будущую автономию провалились. В результате победу на выборах одержала ДПУ: только в Буганде из 21 мандата она получила 20. По общему количеству голосов победу одержал НКУ: за него было отдано почти 495 000 голосов против 416 000 за ДПУ. Однако по существовавшей системе выборов ДПУ получило больше мандатов в парламенте. и Бенедикто Киванука стал премьер-министром.
Потрясенные результатами выборов сепаратисты баганда, составлявшие политическую партию под названием «Кабака Екка» (КЕ), вскоре пожалели о своем бойкоте. Они поддержали предложенную британцами схему создания федеративного государства, в соответствии с которой Буганда должна была пользоваться определенной внутренней автономией, если будет участвовать в национальном правительстве .
Со своей стороны, НКУ был озабочены тем, чтобы изгнать своих оппонентов из ДПУ из правительства. Милтон Оботе достиг соглашения с кабакой и КЕ, обещая признать особый статус Буганды в едином государстве. Он также пообещал кабаке пост Главы государства, что имело большое символическое значение для баганда.
Такой стратегический союз между НКУ и КЕ сделал неизбежным поражение временной администрации, состоявшей из членов ДПУ. В период после апреля 1962 года Национальное собрание Уганды состояло из 43 членов НКУ, 24 членов КЕ и 24 членов ДПУ. Милтон Оботе занял должность премьер-министра. Была принята конституция, которая придавала четырём традиционным королевствам и территории Бусога федеральный статус. 9 октября 1962 года Уганда стала независимым государством, а кабака через год стал первым президентом Уганды.

## Флаг
Изначально территория пользовалась флагом Британской Восточно-Африканской компании, которая управляла Угандой до 1894 года. В 1914 году на флаг был добавлен круг с изображением символа страны — восточного венценосного журавля. Этот флаг использовался вплоть до 1961 года. В период самоуправления (1961—1962) по инициативе лидера Демократической партии Уганды Бенедикто Кивануки флаг был изменен: на него добавили две зеленые полосы, а увеличенная фигура журавля была расположена посредине на синем фоне. Наконец, 9 октября 1962 года был утвержден современный вариант флага Уганды.

Флаги Протектората Уганда
Флаг Британской Восточно-Африканской компании (1894—1914).
Флаг Протектората Уганда в 1914—1962 годах.
Штандарт губернатора Протектората Уганда (1914—1962).
Флаг Уганды с 1 марта по 9 октября 1962 года.
Флаг Уганды с 9 октября 1962 года.